# Капелл, Роберт, 10-й граф Эссекс
Роберт Эдвард де Вер Капелл, 10-й граф Эссекс (13 января 1920 — 5 июня 2005) был графом Эссексом с 1981 года, но был признан только в 1989 году. Затем он был членом Палаты лордов до сокращения состава палаты в 1999 году.

## Биография
Роберт Капелл родился в 1920 году в семье Артура де Вера Капелла и его жены Элис Карри. 
Его отец умер, когда ему было три года, и он провел некоторое время в сиротском приюте, где был сбит с толку, когда директор сказал ему, что однажды он станет графом Эссексом. Много лет спустя он получил газетную вырезку от друга, в которой говорилось, что наследником графов Эссексских может быть американец Блейден Гораций Капелл. Это привело Капелла к переписке с дальними и ранее неизвестными родственниками. В конце концов, он смог доказать, что его прадед Алджернон Капелл был старшим братом прапрадеда Блейдена Капелла, Адольфуса Капелла. 
Когда 9-й граф умер в 1981 году, Роберт Капелл был бакалейщиком в Ланкашире. Ему потребовалось восемь лет, чтобы доказать свое право занять место в Палате лордов, что он и сделал в 1989 году. Однако этому праву пришел конец с реформами Закона о Палате лордов 1999 года. 
Он умер в 2005 году, и ему наследовал титул графа Эссекса его сын Пол Кейпелл, которого The Daily Telegraph описала как "очень скромного" школьного учителя. 

## Личная жизнь
В 1942 году Капелл женился на Дорис Маргарет Томлинсон, дочери Джорджа Фредерика Томлинсона. У них был один ребенок: 
- Пол Капелл, 11-й граф Эссекс  (род. 1944) — наследник отца[2]

## Рекомендации
1. 1 2 3 4 5  Lundy D. R. Robert Edward de Vere Capell, 10th Earl of Essex // The Peerage (англ.)
2. 1 2 3 4  The Earl of Essex Архивная копия от 29 сентября 2022 на Wayback Machine (obituary) The Daily Telegraph, 18 June 2005, accessed 26 September 2022  (требуется подписка)
3. ↑  Nigel Bunyan, Ben Fenton, New Earl of Essex is ever so humble Архивная копия от 9 ноября 2020 на Wayback Machine, The Daily Telegraph, 17 June 2005, telegraph.co.uk, accessed 26 September 2022
4. ↑  Freer, Alan (2005). Conqueror6 Архивная копия от 9 октября 2023 на Wayback Machine. Retrieved June 22, 2005.